# Barfeh
Barfeh (persiska: برفه) är en ort i Iran.   Den ligger i provinsen Kerman, i den centrala delen av landet, 700 km sydost om huvudstaden Teheran. Barfeh ligger 1 837 meter över havet och antalet invånare är 802.
Terrängen runt Barfeh är en högslätt.Runt Barfeh är det mycket glesbefolkat, med 7 invånare per kvadratkilometer. Närmaste större samhälle är Shahr-e Bābak, 9,8 km nordväst om Barfeh. Trakten runt Barfeh är ofruktbar med lite eller ingen växtlighet.